# Трка кроз Србију
Трка кроз Србију (фр. Tour de Serbie) бициклистичка је етапна трка по Србији. Вози се у јуну и спада у другу категорију Светске бициклистичке федерације. Прва трка је држана 1939. године и победник је био Аугуст Просеник. Актуелни првак је Давид Торосантучи док највише победа има Микош Рњаковић (четири). Идејни творац трке је Александар Бугарски, новинар.

## Кратак историјат
Прва трка је стартовала 22. маја 1939. године испред хотела Москва у Београду и трајала је шест дана. Укупна дужина трке је била 1010 km. Покровитељ прве трке, као и трке 1940. године био је Петар II Карађорђевић. Занимљиво је да је први пехар био од чистог злата. Друга трка је завршена 6. септембра 1940, победник је био Јанез Петернел. Трка 1941. није стартовала због почетка 2. Светског рата у Југославији.
Прва послератна трка је одржана 1963. године и од тада се одржава без прекида. Трка је до сада пролазила кроз више од 60 градова Србије и неколико градова Македоније, Црне Горе и Босне и Херцеговине. Поред такмичарског карактера трка има за циљ и представљање природних лепота и културних знаменитости Србије. Од увођења Европске турнеје од стране светске бициклистичке федерације у сезони 2005. године, ова трка уврштена је као део EUROPETOUR-а и класификована као трка категорије 2.2. Једна је од највећих бициклистичких трка југоисточне Европе. Последњи победник из Србије био је Аргентинац Николас Тивани који је победио 2018. године.

## 50. Трка кроз Србију
Јубиларна 50. међународна бициклистичка Трка кроз Србију је стартовала 13. јуна 2010. године. За трку је пријављено 120 такмичара из 18 земаља и планирано је да траје до циља шесте етапе у Руми, 19. јуна. Трка је званично стартовала 14. јуна првом етапом од Београда (преко Младеновца) до Зајечара. Друга етапа је била 15. јуна од Зајечара до Врања (Врањске бање), трећа 16. јуна од Врањске бање до Врњачке бање, четврта етапа 17. јуна од Врњачке бање до Златибора, пета 18. јуна од Златибора до Пала и шеста етапа 19. јуна Пале (Милићи) — Рума. Током шест етапа, такмичари су прешли 1073 километра. Покровитељ трке је Минстарство за спорт Србије и трка се седму годину узастопно вози под слоганом „Туризам и бицклизам заједно“, па је трка 2010. године посвећена бањама Србије — Гамзиградској, Врањској, и Врњачкој бањи, као и Златибору. Градови домћини етапних места боре се и за велики пехар Трке кроз Србију за најбољег домаћина етапе, док га је последње три године освајало Врање. Трка је категорије 2.2 за светске бодове. Стаза има пет брдских циљева, два прве категорије у петој етапи Златибор—Пале (Сљемеч 1300 метра и Равна Романија 1200 метара).
На 50. Трци кроз Србију су учествовале две селекције Србије и профи тим „Партизан Србија“. Селектор Радиша Чубрић одредио је састав за две селекције: национални тим и Фестину. У репрезентацији Србије је Небојша Јовановић („Спарта“, Праг), Габор Каса („Спартак“, Суботица), Драган Спасић и Јован Рајковић (Железничар МБН), Предраг Прокић (БК "Раднички" Крагујевац) и Марко Станковић („Металац“, Краљево). У тиму Фестина су: Александар Миливојевић и Миланко Петровић (Металац, Краљево), Александар Дукић и Дејан Марић (Железничар МБН), Марко Вулета Ђуканов (Ас Аптин), Горан Шмелцеровић (Раднички Крагујевац). Спортски директор Партизана Душан Бановић одлучио се за састав: Иван Стевић, Жолт Дер, Есад Хасановић, Никола Козомара, Евгениј Собал (Белорусија) и Јован Зекавица.
У појединачној конкуренцији победник је Италијан Лука Аскани из екипе Кавалијере. Бициклисти београдског Партизана су екипни победници. На крају трке партизанови возачи су у укупном пласману били бољи од Кавалијереа за 49 секунди, а Итер Каћуше за шест минута и пет секунди. Најбољи брдски возач на Трци кроз Србију био је Бугарин Владимир Коев, који је освојио плаву мајицу, највише пролазних циљева и зелену мајицу освојио је Матеј Марин из Словеније, а најбољи млади бициклиста на трци је био белгијанац Том Маусен, коме је припала бела мајица.

## 52. Трка кроз Србију
52. Трка кроз Србију одржана је 2012. Пета етапа је 16. јуна 2012. кренила из Милића до Руме.

## Списак победника
На Трци кроз Србију од бициклиста из Србије побеђивали су Радош Чубрић (1965. и 1970), Момчило Лајзер (1976), Драгић Боровићанин (1982), Микош Рњаковић (1985, 1990, 1991, 1996), Рајко Чубрић (1988. и 1989), Зоран Илић (1992), Саша Гајичић (1997. и 2001), Александар Никачевић (2000. и 2002) и Иван Стевић 2011.
- 1939  Аугуст Просеник
- 1940  Јанез Петернел
- 1941–62 није се одржавала
- 1963  Јозеф Вавра
- 1964  Јоже Валенчић
- 1965  Радош Чубрић
- 1966  Андреј Болтежар
- 1967  Ришард Запала
- 1968  Јан Вавра
- 1969  Бретислав Соучек
- 1970  Радош Чубрић
- 1971  Цвјетко Билић
- 1972  Петр Хладик
- 1973  Цвјетко Билић
- 1974  Јоже Валенчич
- 1975  Јири Бартолшик
- 1976  Јоже Валенчич
- 1977  Драго Фрелих
- 1978  Драго Фрелих
- 1979  Франтишек Кундерт
- 1980  Драго Фрелих
- 1981  Бојан Ропрет
- 1982  Драгић Боровићанин
- 1983  Младен Лојен
- 1984  Горазд Пенко
- 1985  Микош Рњаковић
- 1986  Јанез Лампич
- 1987  Рајко Чубрић
- 1988  Рајко Чубрић
- 1989  Роберт Шебеник
- 1990  Микош Рњаковић
- 1991  Микош Рњаковић
- 1992  Зоран Илић
- 1993  Андреј Кокорин
- 1994  Алексеј Сиваков
- 1995  Олександр Феденко
- 1996  Микош Рњаковић
- 1997  Саша Гајчић
- 1998  Роберт Пинтарич
- 1999  Кјел Калстром
- 2000  Александар Никачевић
- 2001  Саша Гајичић
- 2002  Александар Никачевић
- 2003  Јацеј Валцак
- 2004  Кођи Фукушијама
- 2005  Матија Квасина
- 2006  Ивајло Габровски
- 2007  Матеј Старе
- 2008  Матија Квасина
- 2009  Давид Торосантучи
- 2010  Лука Аскани
- 2011  Иван Стевић
- 2012  Стефан Шумахер[5]
- 2013  Иван Стевић
- 2014  Јарослав Ковалчик
- 2015  Иван Савицкиј
- 2016  Матеј Мугерли
- 2017  Харалампос Кастрантас[6][7]
- 2018  Николас Тивани[8]
- 2019  Енрико Салвадор
- 2020  Мартин Харинг
- 2021  Жан Гибер

## Директори трке
- Боријове Ивковић 1993 - 2012
- Александар Миленковић 2013 - 2016
- Саша Гајичић 2017 - 2018
- Владимир Куваља 2019 -